# عفريت صغير

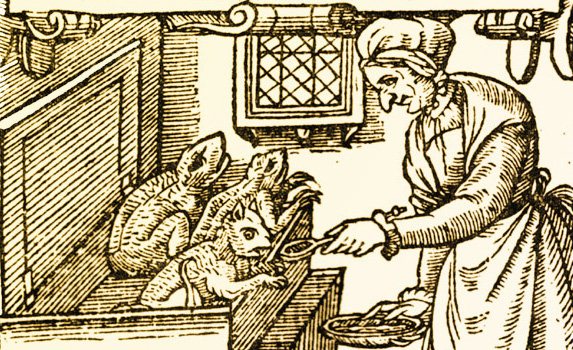
نقش خشبي قديم يصور امرأة تغذي العفاريت الصغيرة

العفريت هو كائن أسطوري مشابه لجنية أو شيطان، موصوف بشكل متكرر في الفولكلور والخرافات. قد تستمد الكلمة من مصطلح ympe ، المستخدم للدلالة على شجرة مطعمة صغيرة.
وغالبًا ما توصف العفاريت بأنها مزعجة أكثر من كونها تهديدًا خطيرًا، وككائنات أقل بدلاً من كائنات خارقة للطبيعة أكثر أهمية. أحيانًا يتم وصف الحاضرين بالشيطان على أنهم عفاريت. وعادة ما توصف بأنها حيوية وقامتها قصيرة.

## علم أصول الكلمات
يعني الاسم الإنجليزي القديم إمبا غصن صغير أو سليل من نبات أو شجرة، وأصبح فيما بعد يعني سليل لمنزل نبيل، أو طفل بشكل عام. ابتداءً من القرن السادس عشر، كان يُستخدم غالبًا في تعبيرات مثل «عفاريت الثعابين»، «عفريت الجحيم»، «عفريت الشيطان»، وما إلى ذلك؛ وبحلول القرن السابع عشر، أصبح هذا يعني شيطانًا صغيرًا، مألوفًا للساحرة. يبدو أن الاسم الإنجليزي القديم وما يرتبط به من فعل impian من أصل لاتيني متأخّر * غير مبتور (دفعة مصدق عليها في قانون ساليك)، الجمع المحايد للغة اليونانية ἔμϕυτος `` طبيعية، مزروعة، مطعمة ''.

## التاريخ
نشأت من الفولكلور الجرماني كان العفريت صغير أقل شأن من الشيطان. على عكس الإيمان المسيحي والقصص، لم تكن الشياطين في الأساطير الجرمانية بالضرورة شريرة دائمًا. وكثيرا ً ما كانت العفاريت مزعجة وليست شريرة أو ضارة، وفي بعض المناطق كانوا حاضرين للآلهة.

### عفريت لينكولن

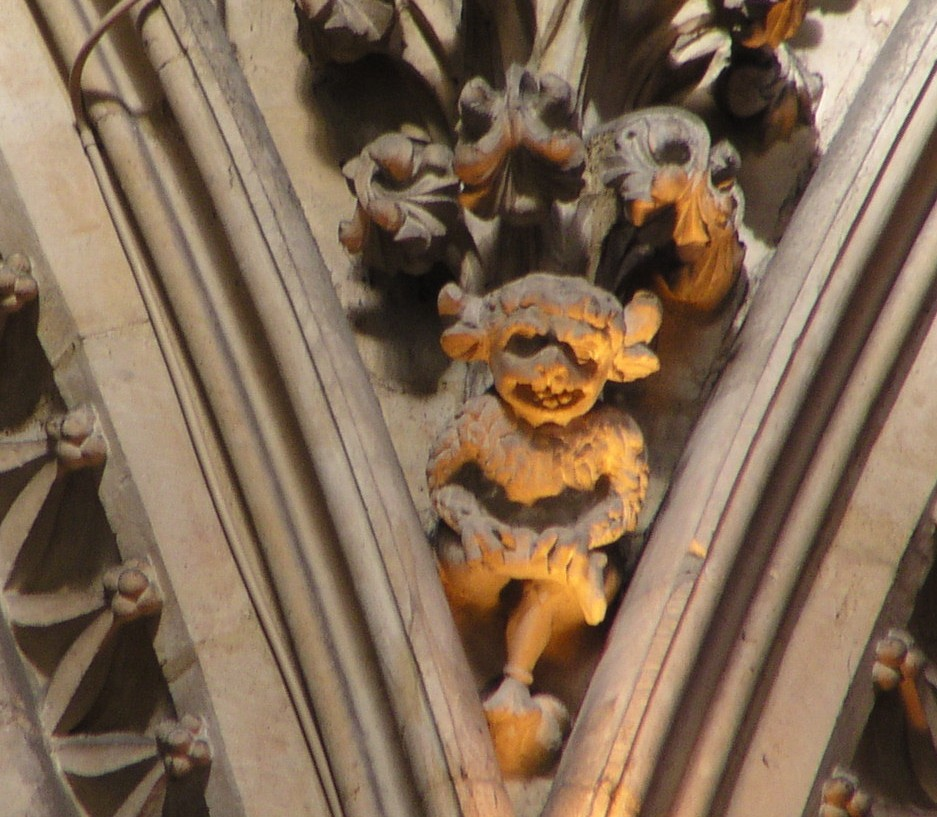
تمثال لنكولن عفريت داخل كاتدرائية لينكولن في العصور الوسطى في لينكولن ، إنجلترا. أصبحت الآن رمزا للمدينة.

تروي أسطورة في لينكولنشاير تعود إلى القرن الرابع عشر أن الشيطان، الذي كان منزعجًا من الانتهاء من الكاتدرائية، قام بزيارة، برفقة اثنين من العفاريت الذين شرعوا في إحداث فوضى في المبنى. ظهر ملاك وأمرهم بالتوقف. إلتفَّت أحدهم لرمي صخرة على الملاك وتحجر على الفور.
أصغر ملاك، بعيون جمشت (حجر كريم)،
والشعر المغزول مثل الذهب، "قبل أن يرتفع [كذا] ،
نطق هذه الكلمات بنبرة كريمة
«أيها العفريت الخبيثة، أنتم تتحولون إلى حجر!»
بينما رفيقه هرب، العفريت التعيس يبقى في جوقة من الملائكة في الطرف الشرقي من الكاتدرائية.
غالبًا ما يتم عرض العفاريت على أنها صغيرة في القامة وليست جذابة للغاية. يوصف سلوكهم بأنه متوحش ولا يمكن السيطرة عليه، تمامًا مثل الجنيات، وفي بعض الثقافات يعتبرون نفس الكائنات، كلاهما يتشاركان نفس الشعور بالروح الحرة والتمتع بكل الأشياء الممتعة. وفي وقت لاحق من التاريخ بدأ الناس في ربط الجنيات بأنها جيدة والعفاريت على أنها خبيثة وشرير. ومع ذلك، كان كل من المخلوقات مغرمًا بالمقالب وتضلليل الناس. في معظم الوقت كانت هذه المقالب ممتعة غير ضارة، ولكن يمكن أن يكون بعضها مزعجًا وضارًا، مثل الأطفال الرضّع أو المسافرين الضالين في أماكن لم يكونوا مألوفين فيها. على الرغم من أن العفاريت غالبًا ما يُعتقد أنها خالدة، إلا أنها قد تتضرر أو تتألم من أسلحة وسحر معينة، أو يمكن إبعادها عن منازل الناس عن طريق الانارات.
تم تصوير العفاريت أيضًا على أنها مخلوقات صغيرة وحيدة تبحث عن انتباه الإنسان، باستخدام النكات والمزاح لجذب الصداقة البشرية. غالبًا ما يأتي هذا بنتائج عكسية عندما يصاب الناس بالضيق من مساعي العفريت، وعادة ما يدفعهم بعيدًا.
حتى لو نجح العفريت في الحصول على الصداقة التي سعى إليها، فإنه لا يزال يلعب المقالب في كثير من الأحيان على صديقه إما من الملل أو ببساطة لأن هذه كانت طبيعة العفريت. أدت هذه السمة إلى استخدام كلمة "impish" لشخص يحب المزح والنكات العملية. في نهاية المطاف، وصل الأمر إلى أن يعتقد أن العفاريت كانت روح دالسحرة و المشعوذين، حيث كانت الشياطين الصغيرة بمثابة جواسيس ومخبرين. خلال فترة مطاردة الساحرات، تم البحث عن مخلوقات خارقة للطبيعة مثل العفاري كدليل على السحر، على الرغم من أن ما يسمى بالعفريت غالبًا ما كان مجرد قطة سوداء، سحلية، ضفدع أو أي شكل آخر من أشكال الحيوانات الأليفة غير المألوفة.

#### الأجسام
كما تم وصف العفاريت بأنها «مقيدة» أو محتواة في جسم ما مثل سيف أو كرة بلورية. في حالات أخرى، يتم الاحتفاظ بالعفاريت ببساطة في جسيمات معين ولا يتم استدعاؤها إلا عندما يحتاج أسيادها إليها. حتى أن البعض لديهم القدرة على منح رغبات أصحابهم مثل الجني. كان هذا هو موضوع قصة 1891 The Bottle Imp بقلم روبرت لويس ستيفنسون، التي أخبرت عن عفريت موجود في زجاجة من شأنها أن تمنح المالك كل رغباتهم، ولكن سيتم إرسال أرواحهم إلى الجحيم إذا لم يبيعوا الزجاجة لمالك جديد قبل وفاته.

#### الثقافة
يمكن العثور على العفاريت في الفن والهندسة المعمارية في جميع أنحاء العالم، في معظم الأحيان مخفية بعناية وشاقة ولا يتم العثور عليها إلا من قبل أكثر الناس اهتمامًا وتطلعا.